# Кеоган, Барри
Ба́рри Кео́ган (англ. Barry Keoghan; род. 18 октября 1992) — ирландский актёр, известный по ролям в фильмах «Дюнкерк», «Убийство священного оленя» (за него получил награду Ирландского кино и телевидения за лучшую мужскую роль второго плана), «Американские животные». На телевидении известен по драме RTÉ «Любовь/Ненависть» и мини-сериалу HBO «Чернобыль». Кеоган является послом Christian Dior. Номинант на «Оскар», «Золотой глобус» и лауреат премии BAFTA за роль в фильме «Банши Инишерина».

## Биография
Барри Кеоган вырос в Саммерхилле, Дублин. Вместе со своим братом он провёл семь лет в 13 различных приёмных семьях. Его мать умерла от передозировки героина, когда ему было 12 лет, после чего он был воспитан его бабушкой по материнской линии и тётей.
В детстве Кеоган появлялся в школьных пьесах, но был выгнан оттуда за «безделие». Он начал свою актёрскую карьеру в 2011 году. Он увидел объявление о кастинге в местной витрине, и сыграл небольшую роль Аидо в фильме «Между каналами», который был выпущен в 2011 году. Затем он учился актёрскому мастерству в The Factory, местной дублинской школе. В том же году, в возрасте 18 лет, он появился в «Городе-сказке».
В 2013 году Кеоган появился в роли «печально известного убийцы кошек» Уэйна в фильме «Любовь/Ненависть». Сыграв роль, актёр заработал признание в Ирландии и продолжил сниматься в «71» (2014), «Млекопитающее» (2016) и «Афера по-английски» (2016).
Кеоган снялся в двух фильмах в 2017 году. Он сыграл Джорджа Миллса в «Дюнкерке» и Мартина Ланга в «Убийстве священного оленя». Он получил награду Ирландского кино и телевидения за лучшую мужскую роль за работу в фильме «Убийство священного оленя». В следующем году он появился в фильме «Черный 47-й» в роли Хобсона, английского солдата, дислоцированный в Ирландии во время Великого голода. В том же году принял участие в съёмках в фильме «Американские животные», где сыграл Спенсера Рейнхарта. В 2018 году The Hollywood Reporter описал роль Кеогана как «великую вещь» за прошедшие три года его работы, а в 2019 году он был номинирован на премию BAFTA Rising Star.
В 2019 году сыграл роль советского солдата Павла, призванного для ликвидации аварии на Чернобыльской АЭС в мини-сериале «Чернобыль».
В 2020 году Кеоган должен был сыграть главную роль Йорика Брауна в сериале «Y. Последний мужчина».
26 августа 2021 года в российский прокат вышел фильм-фэнтези «Легенда о Зелёном рыцаре» с участием актёра. Также среди его фильмов — «Вечные» и «Бэтмен».
28 ноября 2024 года в российский прокат вышел фильм режиссёра Андреа Арнольд «Птица», где Кеоган сыграл роль непутёвого молодого отца главной героини. Ради этой роли Барри отказался от роли в фильме «Гладиатор 2».

## Личная жизнь
Кеоган — боксёр-любитель. Он должен был дебютировать в сентябре 2017 года на Celtic Box Cup, но был вынужден уйти из-за травмы.
С сентября 2021 года состоял в отношениях с врачом-дантистом Элисон Сандро. В марте 2022 года стало известно, что Элисон беременна. 8 августа 2022 года у пары родился сын Брандо. В июле 2023 года пара рассталась, что подтвердил Кеоган в январе 2024 года. 
С ноября 2023 года находился в отношениях с американской певицей Сабриной Карпентер. В начале декабря 2024 года они расстались. 

## Фильмография

### Фильмы
| Год  | Название                  | Роль               | Примечания                                          | Ссылка        |
| ---- | ------------------------- | ------------------ | --------------------------------------------------- | ------------- |
| 2011 | Stand Up                  | Встающий хулиган   | короткометражка                                     |               |
| 2011 | Между каналами            | Аидо               |                                                     |               |
| 2012 | Сталкер                   | Томми              |                                                     |               |
| 2012 | Король улиц               | Молодой Дублин Лад |                                                     |               |
| 2013 | Джек Тейлор: Священник    | Балахон 1          |                                                     |               |
| 2013 | Wasted                    | Бен                | короткометражка                                     |               |
| 2013 | Легкая жизнь              | доставщик пиццы    |                                                     |               |
| 2013 | Останься                  | Шон Михан          |                                                     |               |
| 2014 | 71                        | Шон Бэннон         |                                                     |               |
| 2014 | На паузе                  | Красти             |                                                     |               |
| 2014 | North                     | Аарон              | короткометражка                                     |               |
| 2015 | Norfolk                   | Парень             |                                                     | [ 22 ] [ 23 ] |
| 2015 | Трейдеры                  | Кен                |                                                     |               |
| 2015 | The Break                 | Шон                | короткометражка                                     |               |
| 2016 | Млекопитающее             | Джо                |                                                     | [ 24 ] [ 25 ] |
| 2016 | Афера по-английски        | Окно               |                                                     | [ 26 ] [ 27 ] |
| 2016 | Candy Floss               | Шейн               | короткометражка                                     | [ 28 ]        |
| 2017 | Хочу быть как ты          | Павел              |                                                     | [ 29 ]        |
| 2017 | Убийство священного оленя | Мартин Лэнг        |                                                     | [ 24 ]        |
| 2017 | Дюнкерк                   | Джордж Миллс       |                                                     | [ 24 ]        |
| 2018 | Американские животные     | Спенсер Рейнхард   |                                                     | [ 30 ]        |
| 2018 | Чёрный 47-й               | Хобсон             |                                                     | [ 31 ]        |
| 2019 | Наркоторговец             | Димфна             |                                                     |               |
| 2021 | Вечные                    | Друиг              |                                                     | [ 32 ]        |
| 2021 | Легенда о Зелёном рыцаре  | Мусорщик           |                                                     |               |
| 2022 | Бэтмен                    | Джокер             | В титрах указан как «Невидимый заключённый Аркхема» | [ 33 ]        |
| 2022 | Банши Инишерина           | Доминик Кирни      |                                                     |               |
| 2023 | Солтберн                  | Оливер             |                                                     |               |
| 2024 | Птица                     | Баг                |                                                     |               |
| 2024 | Уничтожь их               | Джек               |                                                     |               |
| 2025 | Последнее завтра          | Ли                 |                                                     |               |
| 2026 | Преступление 101          |                    |                                                     |               |
|      | Острые козырьки           |                    |                                                     |               |

### Телевидение
| Год  | Название           | Роль             | Примечания |
| ---- | ------------------ | ---------------- | ---------- |
| 2011 | Город-сказка       | Дэйв Донохью     | 3 эпизода  |
| 2013 | Любовь/Ненависть   | Уэйн             | 6 эпизодов |
| 2016 | Восстание          | Кормак МакДевитт | 4 эпизода  |
| 2019 | Чернобыль          | Павел            | 2 эпизода  |
| 2019 | Livin' with Lucy   | Камео            | [ 35 ]     |
| 2023 | Главарь            | Джонни           | 3 эпизода  |
| 2024 | Властелины воздуха | Кёртис Биддик    | 3 эпизода  |